# Список президентів футбольного клубу «Інтернаціонале»

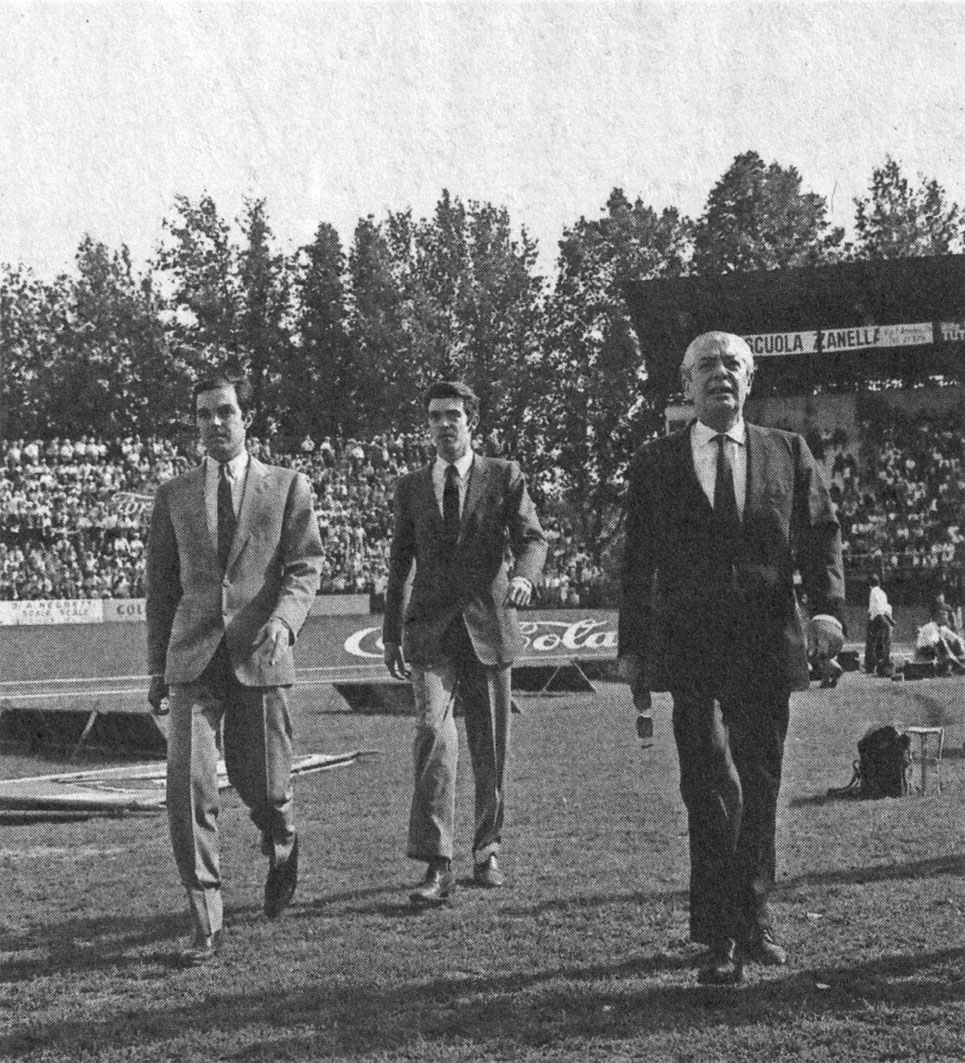
Джан Марко, Массімо та Анджело Моратті у 1967 році.

Це список президентів футбольного клубу «Інтернаціонале».

## Історія
Першим президентом в історії «Інтернаціонале» був Джованні Парамітіотті, який також був одним із засновників клубу. Парамітіотті змінив Етторе Штрауса лише через рік після рішення членів клубу.
Найдовше президентом був Массімо Моратті, який придбав клуб у Ернесто Пеллегріні в 1995 році. Моратті обіймав посаду президента з перервами з 1995 по 2013 рік, двічі подаючи у відставку: вперше у травні 1999 року, відкликану наступного липня, і вдруге з січня 2004 по листопад 2006 року, коли посаду обіймав Джачінто Факкетті до самої смерті.
Президентство Массімо Моратті також було найуспішнішим в історії клубу, вигравши 16 трофеїв з 1998 по 2011 рік, включаючи п'ять титулів чемпіона Італії, чотири Кубки Італії, три Суперкубки Італії, один Кубок УЄФА, одну Лігу чемпіонів та один Клубний чемпіонат світу. Другим за успішністю було президентство батька Массімо Моратті, Анджело Моратті, який очолював клуб з 1955 по 1968 рік, вигравши три титули чемпіона Італії, дві Ліги чемпіонів та два Міжконтинентальні кубки.
Ера Моратті завершилася у 2013 році, коли клуб придбав індонезійський бізнесмен Ерік Тохір, який став першим іноземним президентом «Інтернаціонале». У 2018 році Тохір продав клуб Стівену Чжану, який став наймолодшим президентом клубу, а також єдиним іноземним президентом, який виграв трофей.

## Список президентів
| Ім'я                         | Роки      | Дж.    |
| ---------------------------- | --------- | ------ |
| Джованні Парамітіотті        | 1908–1909 | [ 2 ]  |
| Етторе Штраус                | 1909–1910 | [ 2 ]  |
| Карло Де Медічі              | 1910–1912 | [ 11 ] |
| Еміліо Хірцель               | 1912–1913 | [ 17 ] |
| Луїджі Ансбахер              | 1913–1914 | [ 18 ] |
| Джузеппе Вісконті Ді Модроне | 1914–1919 | [ 19 ] |
| Джорджіо Хюльсс              | 1919–1920 | [ 18 ] |
| Франческо Мауро              | 1920–1923 | [ 1 ]  |
| Енріко Оліветті              | 1923–1926 | [ 1 ]  |
| Сенаторе Борлетті            | 1926–1928 | [ 1 ]  |
| Ернесто Торрузіо             | 1928–1929 | [ 1 ]  |
| Оресте Сімонотті             | 1929–1931 | [ 1 ]  |

| Ім'я               | Роки        | Дж.    |
| ------------------ | ----------- | ------ |
| Фердінандо Поццані | 1931–1942   | [ 20 ] |
| Карло Массероні    | 1942–1955   | [ 11 ] |
| Анджело Моратті    | 1955–1968   | [ 12 ] |
| Івано Фраїццолі    | 1968–1984   | [ 21 ] |
| Ернесто Пеллегріні | 1984–1995   | [ 22 ] |
| Массімо Моратті    | 1995–2004   | [ 23 ] |
| Джачінто Факкетті  | 2004–2006   | [ 24 ] |
| Массімо Моратті    | 2006–2013   | [ 23 ] |
| Ерік Тохір         | 2013–2018   | [ 25 ] |
| Стівен Чжан        | 2018–2024   | [ 26 ] |
| Джузеппе Маротта   | 2024–донині | [ 27 ] |